# Linnea Lenny Jansson
Linnea Lenny Jansson, född 9 februari 1989 i Karlstad, är en svensk sångerska, låtskrivare, ljud- och ljustekniker och musikproducent.
Jansson är frontfigur i alternativrockbandet Hey Gloria. Bandet, som bildades 2015, har spelat på flera större festivaler som Øyafestivalen i Oslo och Trondheim Calling.
Jansson är även medlem i bandet Tree Hugger, där hon spelar synt och bidrar med stämsång. Bandet, som släppte sitt debutalbum "We Are Not Supposed to End" i december 2023, har redan innan albumsläppet kallats för ett stjärnband.
Tillsammans med Lindgren, Wågis (från Tiger Tape och filmen Dyke Hard) och Aster Boter bildar de Tree Hugger. Tree Hugger har uppträtt på olika evenemang, bland annat Stockholm Pride, där de spelade poplåtar. Jansson och Lindgren har även framfört Tree Huggers musik som en duo på Rainbow Stage.
År 2021 släppte även Jansson en EP, Molkom 1943, där sångerna är tonsatta texter, ursprungligen skrivna av hannes mormor år 1943.